# Slagelse (municipio)
Slagelse es un municipio (en danés, kommune) de la Región de Selandia situado en la costa occidental de Selandia, en Dinamarca. El municipio abarca una superficie de 567,34 km², y cuenta con una población total de 77.475 habitantes (2010). Su alcaldesa es Lis Tribler, una miembro de los Socialdemócratas (Dinamarca) (Socialdemokraterne).
El 1 de enero de 2007 el entonces municipio de Slagelse se fusionó, como resultado de la Kommunalreformen ("La Reforma Municipal" de 2007), con los entonces municipios de Hashøj, Korsør y Skælskør para formar un Municipio de Slagelse ampliado.
La ciudad principal y sede del ayuntamiento es la ciudad de Slagelse.

## Localidades
| Localidades más pobladas |                 |                  |
| N.º                      | Localidad       | Población (2010) |
| 1                        | Slagelse        | 31.918           |
| 2                        | Korsør          | 14.439           |
| 3                        | Skælskør        | 6.536            |
| 4                        | Forlev          | 2.500            |
| 5                        | Svenstrup       | 2016             |
| 6                        | Sørbymagle      | 1.139            |
| 7                        | Dalmose         | 1.010            |
| 8                        | Boeslunde       | 806              |
| 9                        | Kirke Stillinge | 710              |
| 10                       | Slots Bjergby   | 692              |